# Xylopia densifolia
Xylopia densifolia är en kirimojaväxtart som beskrevs av Adolph Daniel Edward Elmer. Xylopia densifolia ingår i släktet Xylopia och familjen kirimojaväxter. Inga underarter finns listade i Catalogue of Life.